# Nota (fabrikant)

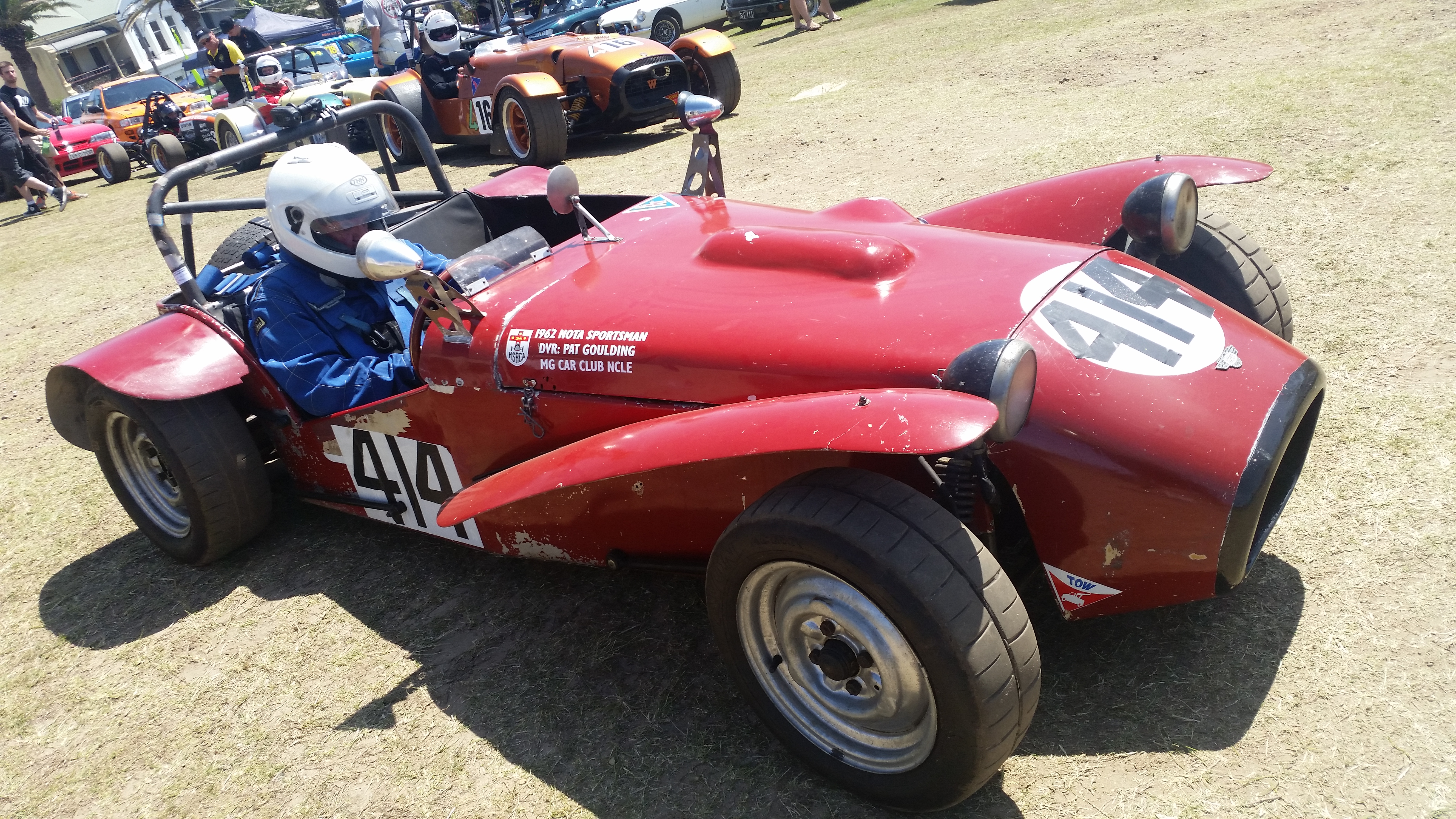
Nota Sportsman 1962 (Mattara Hillclimb 2015)

Nota is een Australisch chassisfabrikant opgericht in 1952 door Guy Buckingham. Hij maakte eerst auto's voor de Formule Junior. Later, in de jaren 60 begon het bedrijf met het ontwikkelen van sportauto's. Er werden 11 Nota Saphire's gemaakt. Vanaf 1965 gingen ze auto's maken voor de Formule Vee. Ook maakten ze in die tijd de "Sportsman", een variant op de Lotus 7. In 1968 kwam de Nota Fang, tot nu toe hun meest succesvolle auto. Er werden meer dan 100 van deze auto's gemaakt. Na dit succes kwam de Nota Levanti. Deze auto werd gemaakt in samenwerking met FIAT. Hierna werd het stil rond Nota. In 2003 kwam de Nota Le Mans, een GT1 24 uur van Le Mans auto. Ze zijn sinds 2006 bezig met het ontwikkelen van de Nota Chimera. 